# 8월 29일
8월 29일은 그레고리력으로 241번째(윤년일 경우 242번째) 날에 해당한다.

## 사건
- 660년 - 백제 멸망
- 708년 - 일본 최초의 구리 주화 주조.
- 1261년 - 교황 우르바노 4세의 임기 시작.
- 1526년 - 모하치 전투에서 헝가리 왕국이 오스만 제국에게 대패하다.
- 1541년 - 오스만 제국이 헝가리 왕국의 수도 부다 성 점령.
- 1842년 - 영국과 청나라 사이에 1차 아편 전쟁을 끝내는 난징 조약을 체결하다.
- 1862년 - 제2차 불런 전투.
- 1910년 - 한일 병합 조약이 공포됨으로써 대한제국이 완전히 멸망되고 일본에 지배를 당하게 되었다.  (경술국치)
- 1916년 - 미국, 필리핀의 자치승인.
- 1949년 - 룩셈부르크, 대한민국 승인.
- 1949년 - 소비에트 연방, 원자폭탄 실험 성공.
- 1950년 - 다부동 전투가 끝났다.
- 1958년 - 중화인민공화국, 농촌의 사회생활 및 행정조직의 기초단위인 인민공사 설립.
- 1972년 - 대한적십자사, 제1차 남북적십자회담 참석위해 평양 도착.
- 1987년 - 오대양 집단 자살 사건 발생: ㈜오대양 용인 공장서 박순자 사장 등 32명, 집단자살한 변사체로 발견.
- 1998년 - 대한민국, 새정치국민회의와 국민신당 합당 공식 선언.
- 2000년 - 대한민국과 조선민주주의인민공화국, 평양에서 제2차 남북장관급회담 개최.
- 2002년 - 대한민국의 헌법재판소, 부부자산소득 합산과세 위헌 결정
- 2003년 - 대한민국 국회, 주5일근무제를 골자로 한 근로기준법 개정안 국회 본회의 통과
- 2010년 - 8.8 개각에서 내정되었던 김태호 국무총리 후보자, 신재민 문화체육관광부 장관 후보자, 이재훈 지식경제부 장관 후보자가 자진 사퇴하다.

## 문화
- 1925년 - 한용운, 《님의 침묵》을 탈고하다.
- 1929년 - 독일 비행선 그라프 체펠린 호, 세계일주 비행 성공.
- 1938년 - 토론토 피어슨 국제공항 개항.
- 1952년 - 존 케이지의 피아노곡 《4분 33초》가 초연되다.
- 1979년 - 국립대전현충원이 문을 열었다.
- 1988년 - 제52차 국제펜대회 서울서 개막(~9월 2일).
- 1994년 - 삼성전자 256메가 D램 세계 최초 개발.
- 1995년 - 대한민국, 중앙고속도로, 칠곡-안동, 제천-원주, 홍천-춘천간 2차로 개통.
- 1997년 - KBS 영상사업단 최할리의 MUSIC ENGLISH가 출시되다.
- 2002년 - 부산 도시철도 2호선 광안 ~ 장산 구간 개통.
- 2009년 - 영국의 브릿팝 밴드 오아시스가 해체.
- 2012년 - 2012년 하계 패럴림픽이 런던에서 개최되었다.
- 2014년 - '2014 서울문화의 밤(Seoul Open Night 2014)' 행사가 서울시청 청계광장 등에서 열리다.

## 탄생
- 1593년 - 일본 시대 전기의 다이묘 도요토미 히데요리. (~1615년)
- 1632년 - 영국의 계몽주의 철학자 존 로크. (~1704년)
- 1755년 - 나폴레옹 시대 폴란드 장군 얀 헨리크 동브로프스키. (~1816년)
- 1809년 - 미국의 의사, 시인 올리버 웬들 홈스. (~1894년)
- 1876년 - 대한민국의 정치인, 교육자, 독립운동가 김구. (~1949년)
- 1879년 - 대한민국의 승려, 시인, 독립 운동가 한용운. (~1944년)
- 1892년 - 프랑스의 과학철학자 알렉상드르 쿠아레. (~1964년)
- 1905년 - 일본의 육상 선수 무라코소 고헤이. (~1998년)
- 1915년 - 스웨덴의 배우 잉그리드 버그먼. (~1982년)
- 1921년 - 미국의 패션 디자이너 아이리스 아펠. (~2024년)
- 1923년 - 영국의 영화배우 겸 감독 리처드 애튼버러. (~2014년)
- 1929년 - 대한민국의 비전향 장기수 조창손.
- 1933년 - 대한민국의 배우 유명순.
- 1935년 - 미국의 영화 감독 윌리엄 프리드킨. (~2023년)
- 1936년 - 미국의 정치인 존 매케인. (~2018년)
- 1938년 - 만주국 태생의 대한민국 남자 가수 겸 뮤지컬배우 쟈니리.
- 1939년
  - 조선민주주의인민공화국의 정치인 강석주. (~2016년)
  - 파푸아뉴기니의 정치인 줄리어스 찬. (~2025년)
- 1949년 - 프랑스의 텔레비전 진행자 이고르 보그다노프. (~2022년)
- 1950년
  - 일본의 가수 야시로 아키. (~2023년)
  - 미국의 정치인 데이브 라이커트.
- 1953년 - 대한민국의 심리학자 이우금.
- 1954년 - 대한민국의 공무원 정창영.
- 1956년 - 대한민국의 외교관, 정치인 조태용.
- 1958년
  - 미국의 가수, 댄서, 음반 제작가, 배우, 사업가, 자선가 마이클 잭슨. (~2009년)
  - 일본의 배우, 모델 타루미 토타.
- 1959년 - 영국의 물리학자, 수학자, 컴퓨터과학자 스티븐 울프럼.
- 1960년 - 대한민국의 정치인 곽정숙. (~2016년)
- 1963년 - 대한민국의 공무원, 정치인 강태웅.
- 1964년 - 대한민국의 성우 정미연.
- 1965년 - 대한민국의 정치인 신주범. (~2010년)
- 1966년 - 대한민국 민주화 운동 열사 이한열. (~1987년)
- 1968년
  - 대한민국의 축구 선수 김범수.
  - 일본의 배우 겸 성우 오가와 테루아키.
- 1969년 - 대한민국의 법조인 변창훈. (~2017년)
- 1970년 - 대한민국의 배우 조련.
- 1971년
  - 대한민국의 면역학자, 교수, 작가 신의철.
  - 미국의 배우, 공연 예술가 캔디스 케인.
- 1972년
  - 대한민국의 배우 배용준.
  - 미국의 성우 데이비드 빈센트.
- 1973년
  - 프랑스의 정치인 플뢰르 펠르랭.
  - 미국의 배우, 성우 제이슨 스피색.
- 1974년 - 대한민국의 교육인 차진아.
- 1975년
  - 대한민국의 영화 감독 이강현. (~2023년)
  - 미국의 성우, 배우 단테 바스코.
- 1976년 - 덴마크의 축구 선수 욘 달 토마손.
- 1978년 - 나이지리아의 축구 선수 셀레스틴 바바야로.
- 1980년
  - 대한민국의 배우 인교진.
  - 대한민국의 가수 성훈.
- 1981년
  - 한국계 미국인 배우 데니스 오.
  - 대한민국의 배우 정시아.
  - 벨기에의 배우 에밀리 드켄. (~2025년)
  - 뉴질랜드의 배우 제이 라이언.
- 1982년
  - 러시아의 배우 마리나 알렉산드로바.
  - 일본의 전 축구 선수 야마모토 쇼헤이.
- 1983년 - 스페인의 축구 선수 샤비 프리에토.
- 1984년
  - 대한민국의 배우 김유리.
  - 대한민국의 필드하키 선수 김영진.
- 1985년 - 대한민국의 전 가수 김우주.
- 1986년
  - 일본의 만화가 이사야마 하지메.
  - 대한민국의 가수 봉구.
  - 미국의 배우, 가수 리아 미셸.
- 1987년
  - 대한민국의 배우 이시원.
  - 독일의 정치인 이예원.
  - 일본의 배우 이시하라 리나.
- 1988년 - 일본의 만화가 아카사카 아카.
- 1989년
  - 대한민국의 성우 공준호.
  - 대한민국의 모델 김유리. (~2011년)
  - 대한민국의 전직 스타크래프트 프로게이머 최재원.
  - 대한민국의 축구 선수 김다빈.
  - 대한민국의 전 축구 선수 김영인.
- 1990년
  - 대한민국의 가수 강예슬.
  - 대한민국의 가수 케빈 오.
- 1992년 - 대한민국의 배우 우도임.
- 1993년
  - 대한민국의 가수 비니.
  - 대한민국의 가수 유민.
  - 영국의 가수 리엄 페인. (~2024년)
  - 미국의 배우 루커스 크루이크섕크.
- 1994년 - 대한민국의 전 배구 선수 박정현.
- 1995년 - 대한민국의 배우 이빛나.
- 1996년 - 대한민국의 가수 겸 뮤지컬배우 황우림.
- 1997년
  - 잉글랜드의 축구 선수 에인슬리 메이틀랜드나일스.
  - 대한민국의 축구 선수 김건웅.
- 1998년 - 대한민국의 전 치어리더 김민지.
- 2000년 - 일본의 배우 하마베 미나미.
- 2001년 - 대한민국의 가수 준서.
- 2007년 - 대한민국의 배우 김정철.
- 2012년 - 대한민국의 국악인, 가수 황승아.

## 사망
- 886년 - 동로마 제국의 황제 바실리오스 1세. (811년~)
- 1482년 - 조선의 왕비 폐비 윤씨. (1455년~)
- 1799년 - 제250대 로마의 교황 교황 비오 6세. (1717년~)
- 1866년 - 일본 에도 막부 14대 쇼군 도쿠가와 이에모치. (1846년~)
- 1910년 - 구한말의 관료 홍범식. (1871년~)
- 1982년 - 스웨덴의 영화배우 잉그리드 버그먼. (1915년~)
- 1987년 - 미국의 영화배우 리 마빈. (1924년~)
- 1995년 - 프랑스의 작곡가 피에르 막스 뒤부아. (1930년~)
- 2016년 - 미국의 배우 진 와일더. (1933년~)
- 2020년 - 대한민국의 배우 신국. (1947년~)
- 2021년
  - 미국의 영화배우 에드워드 애스너. (1929년~)
  - 벨기에의 의사 자크 로게. (1942년~)
- 2022년
  - 대한민국의 배우 유주은. (1995년~)
  - 남아프리카공화국의 영화배우 샬비 딘. (1990년~)
- 2024년
  - 미국의 아이스하키 선수 조니 고드로. (1993년~)
  - 대한민국의 만화가 윤준환. (1941년~)
  - 서독의 육상 선수 쿠르트 벤틀린. (1943년~)

## 기념일
- 세계 핵실험 반대의 날
- 텔루구어의 날: 인도
- 혁명기념일(Slovak National Uprising Anniversary): 슬로바키아

## 같이 보기
- 전날: 8월 28일 다음날: 8월 30일 - 전달: 7월 29일 다음달: 9월 29일
- 음력: 8월 29일
- 모두 보기